# السعرة (عفرين)
سعرة قرية سوريّة تتبع إداريّاً لمحافظة حلب منطقة عفرين ناحية مركز بلبل، بلغ تعداد سكانها 206 نسمة حسب التعداد السكاني لعام 2004.